# Gravieripus armatus
Gravieripus armatus är en mångfotingart som beskrevs av MacSwain och Lanham 1948. Gravieripus armatus ingår i släktet Gravieripus och familjen Eurypauropodidae. Inga underarter finns listade i Catalogue of Life.